# Nationaler Botanischer Garten von Lettland

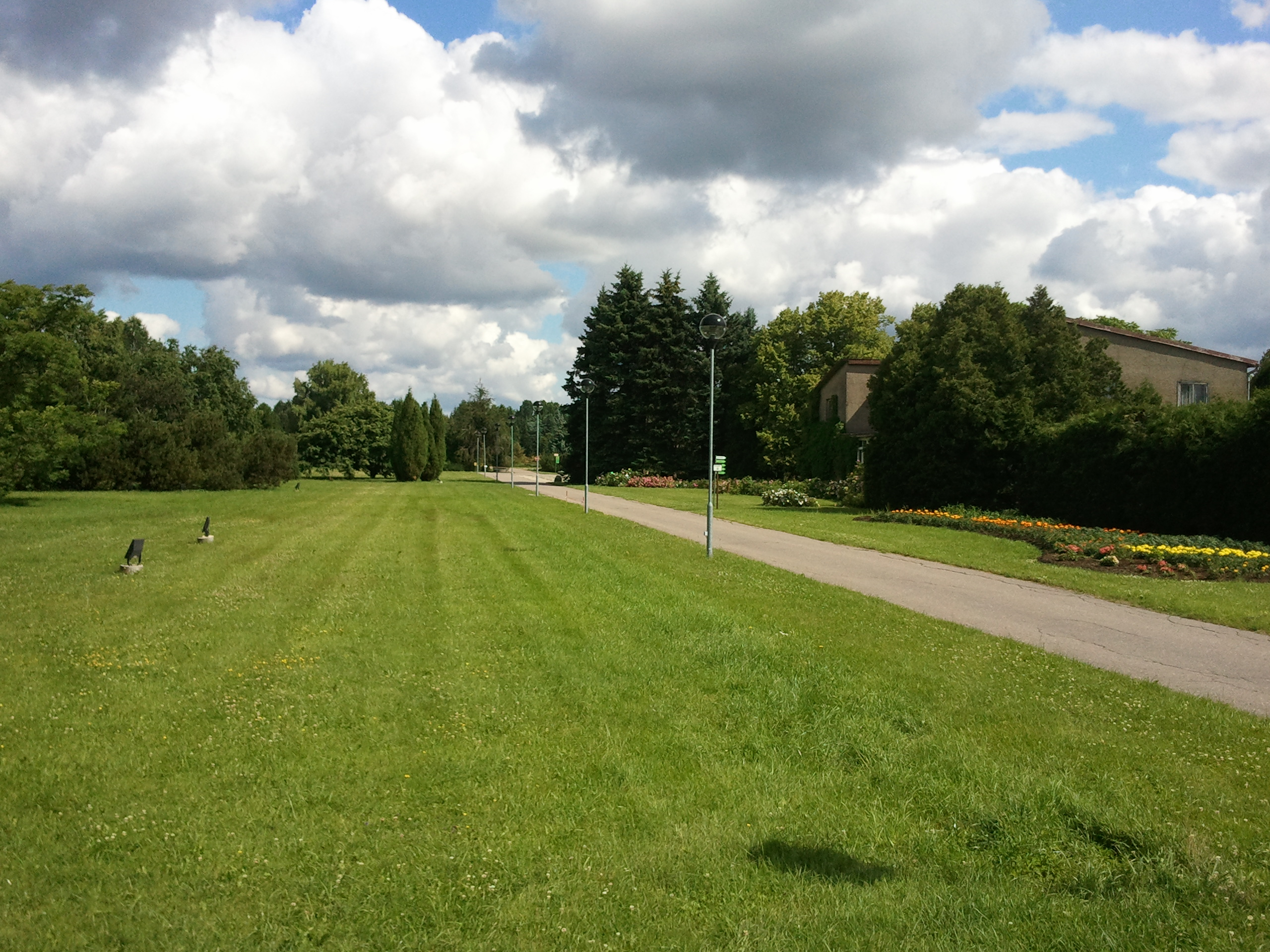
Parkgelände

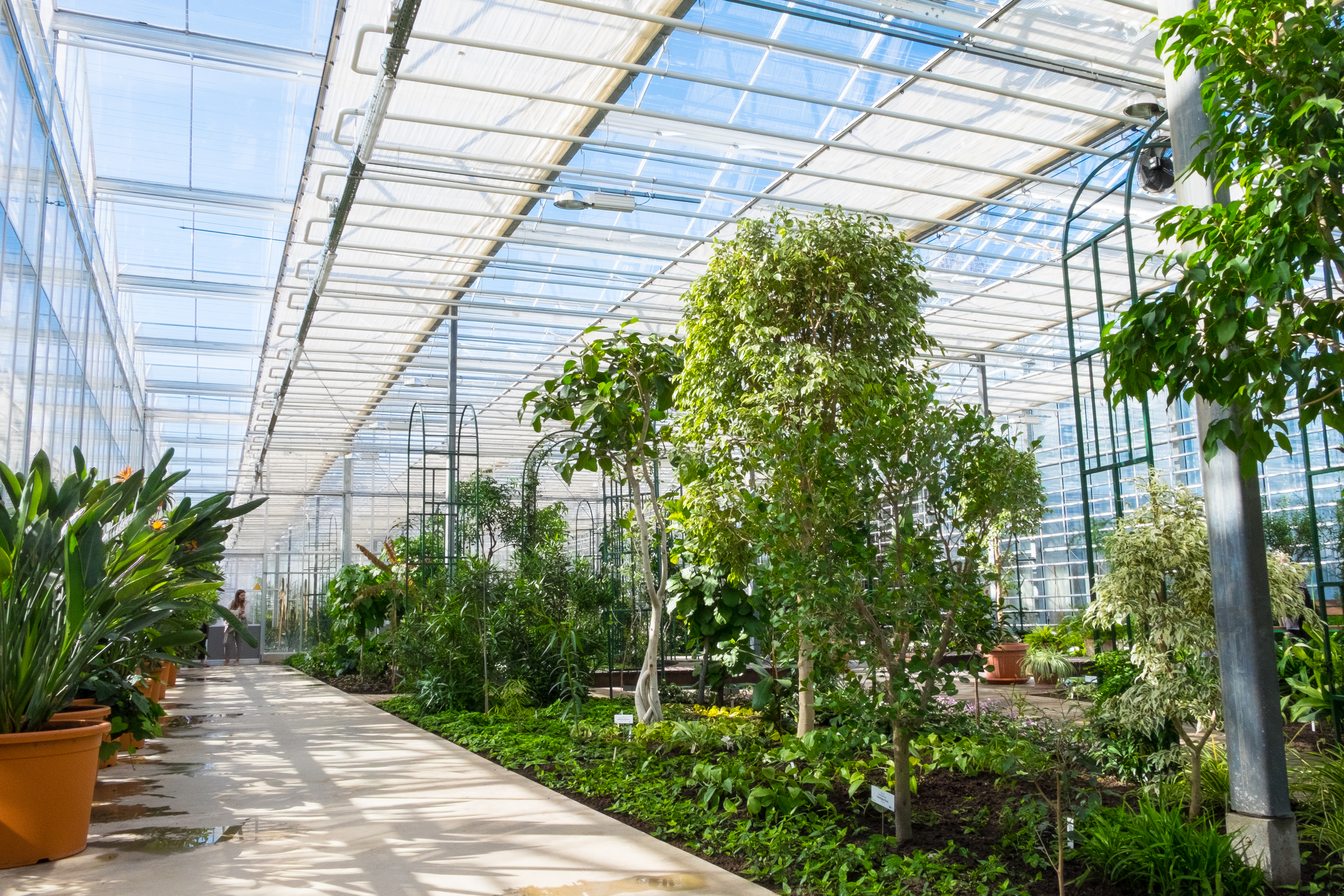
Gewächshaus

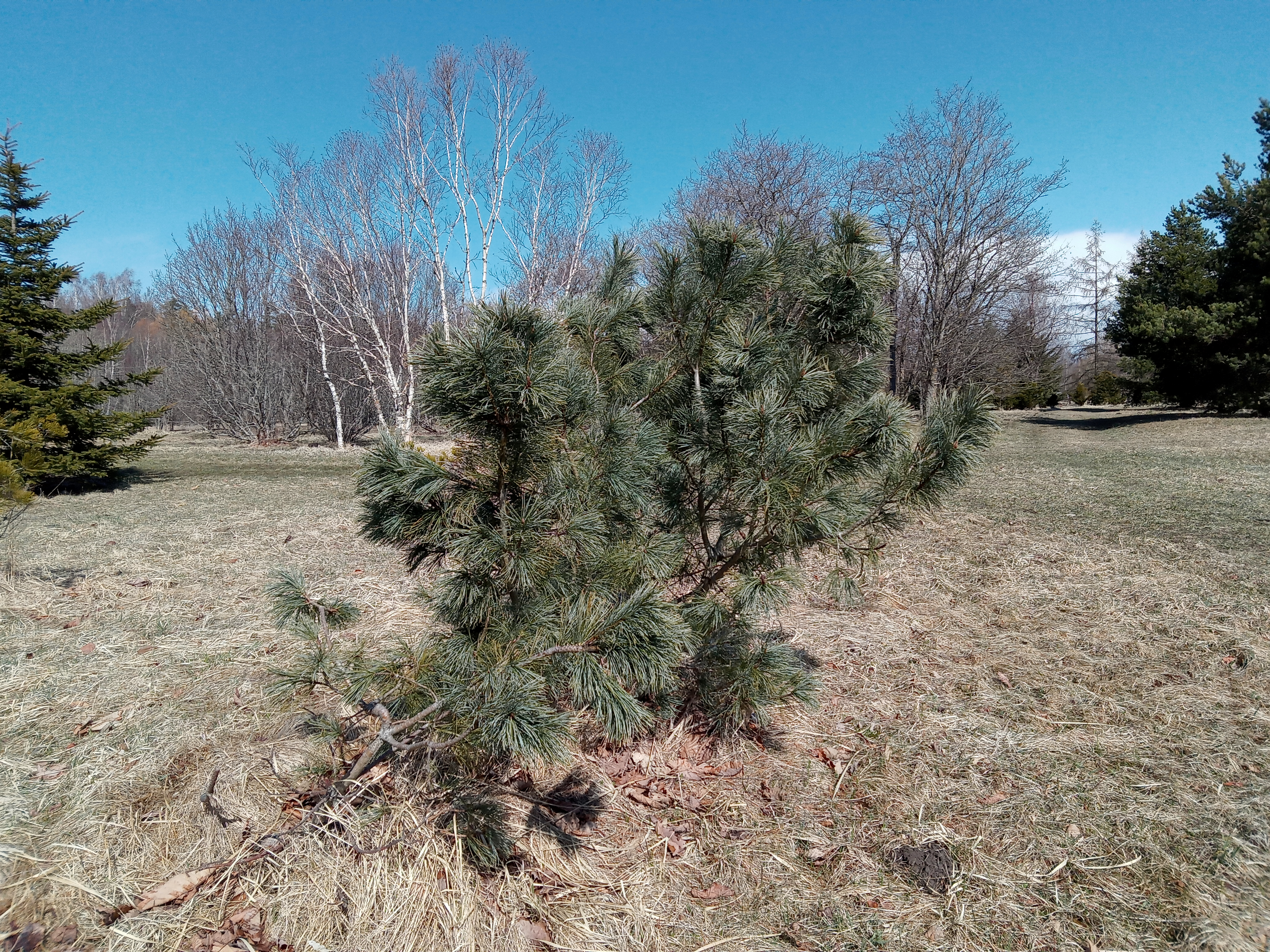
Junge Korea-Kiefer

Der Nationale Botanische Garten von Lettland (lettisch: Nacionālais Botāniskais Dārzs) ist ein botanischer Garten in der lettischen Stadt Salaspils. Er gehört zu den größten botanischen Gärten in den baltischen Staaten und untersteht dem lettischen Ministerium für Umweltschutz und regionale Entwicklung.

## Geschichte
Der Ursprung des Botanischen Gartens reicht in das Jahr 1836 zurück. Damals richtete Christian Wilhelm Schoch an der Straße Ganību Dambis (Weidendamm) in Riga einen Laden für Saatgut und eine Aufzuchtstation ein. Durch die Vergrößerung des Hafens von Riga wurde der Umzug nach Salaspils notwendig. Die Pflanzen wurden zu dieser Zeit aus Westeuropa, unter anderem von der Baumschule Späth aus Berlin, importiert. Vor dem Ersten Weltkrieg wurden tausende Obst- und Zierbäume nach ganz Lettland und in den westlichen Teil Russlands verkauft. Während der ersten Unabhängigkeit Lettlands war Salaspils die größte Baumschule des Baltikums, sowohl in Bezug auf die Fläche als auch auf die Pflanzenvielfalt.
1944 erfolgte die Verstaatlichung der Baumschule und die Gründung der Staatlichen Versuchsanstalt für Obstbäume und Beerengehölze. Unabhängig von der Umbenennung zur Versuchsanstalt wurden weiterhin Obstbäume, Beeren- und Ziersträucher angebaut, wobei man sich auf den reichhaltigen Erfahrungsschatz der vergangenen Jahrzehnte stützen konnte.
Am 1. September 1956 wurde die Versuchsanstalt unter maßgeblicher Führung der lettischen Wissenschaftler Pauls Galenieks, Alfrēds Kalniņš, J. Sudrabs und Alfrēds Ozols zum Botanischen Garten der lettischen Akademie der Wissenschaften und die Versuchsanstalt umgegliedert. Grundlage bildeten unter anderem die Anbauflächen und die umfangreichen Pflanzensammlungen der Versuchsanstalt, die bereits über 2000 Pflanzensorten umfasste.
Mit der Gründung und Umgliederung wurden die Hauptaufgaben des Botanischen Gartens definiert:
- Forschung in den Bereichen Botanik, Zierpflanzenbau und Pflanzung
- Pflanzengenetik
- Züchtung
- Verbreitung der Forschungsergebnisse

Die erfolgreichen Forschungsarbeiten führten dazu, dass der Garten den Status eines wissenschaftlichen Forschungsinstituts erhielt.
Als 1992 Lettland seine Unabhängigkeit wiedererlangte, erhielt der Garten den Status eines Nationalen Botanischen Gartens und damit die gesetzliche Anerkennung als Bildungs-, Kultur- und Forschungseinrichtung von nationaler Bedeutung.
Die neue Orangerie konnte nach zweijähriger Bauzeit am 23. April 2015 eingeweiht werden; die Investitionssumme von 3,4 Millionen Euro für den Neubau wurde vom Europäischen Fonds für regionale Entwicklung mitfinanziert.
Mit dem Projekt smartgardens wurde zwischen 2008 und 2013 eine Datenbank entwickelt, in der Wildarten und Kultivaren der Botanischen Gärten in Lettland und Litauen aufgeführt sind. Neben den Namen in Englisch, Lettisch, Estnisch und Latein sind auch volkstümliche Benennungen sowie Informationen zum Standort im jeweiligen Botanischen Garten, zu Ökologie und Lebensraum der jeweiligen Pflanze enthalten. In der Datenbank, die als grenzübergreifendes Projekt unter anderem von der Europäischen Union gefördert wurde, sind inzwischen über 3000 Datensätze enthalten.

## Gliederung
Organisatorisch teilt sich der Botanische Garten in vier Bereiche auf:
- Abteilung der Ökophysiologie der Pflanzen
- Orangerie-Abteilung
- Abteilung Dendroflorie
- Abteilung der Küchen-, Medizin- und Aromatischen Pflanzen

## Sammlungen
Der Nationale Botanische Garten Lettlands besitzt etwa 18.000 lebende Pflanzenarten und 15.000 Pflanzentaxa in Kultur, die in verschiedenen Sammlungen ausgestellt werden, die wichtigsten davon sind:
- Rhododendren mit 227 Unterarten, Hybriden und Kultivaren,
- Weißdorne (lateinisch:Crataegus) mit 224 Unterarten,
- Zwergmispeln (lat:Cotoneaster) mit 120 Taxa,
- Weiden (lat:Salix) mit 176 Taxa,
- Pappeln (lat:Populus) mit 138 Taxa,
- Nadelhölzer mit 771 Arten und Sorten von Koniferen,
- Rosarium mit ca. 100 Wildarten und ca. 1.020 Kultursorten von Rosen,
- Tulpen (lat:Tulipa) mit etwa 900 Taxa

Außerdem verfügt der Garten über eine 5 ha große Fläche mit erhaltener natürlicher Wildvegetation und ein Arboretum mit 60 Hektar, das 5000 Arten von Bäumen und Sträuchern beherbergt.

## Zusammenarbeit
Auf nationaler Ebene arbeitet der Botanische Garten mit der staatlichen Baumschule Arboretum Kalsnava (lettisch Kalsnavas arborētums) des lettischen staatlichen Forstunternehmens Latvijas valsts meži im Bezirk Madona zusammen. International ist der Park Mitglied in den Organisationen International Plant Sentinel Network (IPSN) und European Botanic Gardens Consortium (EBGC).